# Ahmed Hamada
Ahmed Hamada Jassim (en árabe: حمادة جاسم‎; nacido el 18 de septiembre de 1961) es un deportista bareiní que compitió en carrera de vallas. Ganó la primera medalla de Baréin en los Juegos Asiáticos y la medalla de oro en los Juegos Asiáticos, en los 400 metros vallas masculinos de los Juegos Asiáticos de 1982 y 1986, respectivamente. Entre sus otros títulos se incluyen tres veces campeón árabe, dos veces campeón de los Juegos Panarábicos, dos veces campeón asiático y campeón de la AAA.
Jassim fue seleccionado para formar parte de la primera delegación bareiní en los Juegos Olímpicos, y formó parte del equipo en los Juegos Olímpicos de Los Ángeles 1984. También compitió en los Juegos Olímpicos de Seúl 1988 y fue designado abanderado de la nación durante la ceremonia inaugural. Tras su carrera, volvió a ser abanderado en los Juegos Olímpicos de Atenas 2004.

## Biografía
Ahmed Hamada Jassim nació el 18 de septiembre de 1961. Compitió por primera vez en el Campeonato Árabe de Atletismo de 1979 en Bagdad, Irak. En la edición posterior de los campeonatos en Túnez, ganó la medalla de oro en los 400 metros vallas masculinos.
Jassim ganó la primera medalla de los Juegos Asiáticos de Baréin después de haber ganado la medalla de bronce en los 400 metros vallas masculinos en un tiempo de 50,99 segundos en los Juegos Asiáticos de 1982 en Nueva Delhi, India. El año siguiente, había competido en el Campeonato Mundial de Atletismo de 1983, aunque no ganó medalla y había ganado una medalla de bronce en el evento en el Campeonato AAA de 1983. En el Campeonato Asiático de Atletismo de 1983 en la ciudad de Kuwait, ganó la medalla de oro en los 400 metros vallas masculinos y un bronce en los 110 metros vallas masculinos. Ganó dos medallas de oro en los mismos eventos en el Campeonato Árabe de Atletismo de 1983 en Amán, Jordania.
Formó parte del primer equipo olímpico de Baréin, donde la nación debutó en los Juegos Olímpicos de Los Ángeles 1984 en Los Ángeles. Compitió en los cuartos de final de los 400 metros vallas masculinos el 3 de agosto, donde marcó un tiempo de 51.06 y quedó cuarto en su ronda, sin avanzar más. Luego compitió en la primera edición del Campeonato Mundial de Atletismo en Pista Cubierta, compitiendo en los 400 metros masculinos. Corrió en un tiempo de 48.80 segundos en las preliminares y estableció un nuevo récord nacional en el evento, aunque no avanzó más. Ese mismo año, ganó la medalla de oro en los 400 metros masculinos en el Campeonato Asiático de Atletismo de 1985, el Campeonato AAA de 1985, y los Juegos Panarábicos de 1985, ganando otra medalla de oro en los 110 metros con vallas masculinos en estos últimos.
En los Juegos Asiáticos de 1986 en Seúl, Corea del Sur, Jassim ganó la primera medalla de oro de su país en los Juegos Asiáticos, en esta prueba. Posteriormente, compitió en los 400 metros masculinos en pista cubierta de la IAAF de 1987, aunque no logró avanzar en las eliminatorias. Posteriormente, compitió en los Juegos Olímpicos de Seúl 1988, sus últimos Juegos Olímpicos. Jassim fue designado abanderado de su país en la ceremonia inaugural. Corrió los 400 metros vallas masculinos con un tiempo de 50.62 segundos, pero no logró avanzar.
Después de su carrera deportiva, fue designado abanderado de Baréin en los Juegos Olímpicos de Atenas 2004 en las ceremonias de apertura y clausura.